# Chikyū
Le Chikyū (ちきゅう) est un navire de forage en haute mer japonais construit pour le Integrated Ocean Drilling Program (IODP) de la Japan Agency for Marine-Earth Science and Technology. Ce navire a été construit pour forer jusqu'à une profondeur de 7 kilomètres sous la mer, où la croûte océanique est plus fine et ainsi jusqu'au manteau supérieur.
Bien que la profondeur atteignable est bien plus faible que celle du Forage sg3 russe (qui a atteint 12 km sur terre), les résultats scientifiques devraient être plus intéressants car les régions sismiques ciblées sont parmi les plus actives au monde.

## Opération
La partie japonaise du programme de l'IODP se nomme Chikyū Hakken (地球発見), japonais pour « découverte de la Terre ». Chikyū est opérée par le Centre for Deep Earth Research (Centre pour la recherche terrestre profonde) (CDEX), une sous-division de la Japan Agency for Marine-Earth Science and Technology (Agence japonaise de science et technologie pour la Terre et la mer) (JAMSTEC). La JAMSTEC opère aussi le DSV Shinkai, le superordinateur Earth Simulator et d'autres projets scientifique marins. La CDEX est responsable des activités de support, comme la gestion de l'équipage, la gestion des données extraites et des échantillons, faire le sondage des sites prévus et conduire les développements techniques.
Le programme Chikyū Hakken fait partie d'une collaboration scientifique internationale avec des scientifiques venant des États-Unis, de l'ECORD, un consortium constitué de plusieurs pays européens et du Canada, la Chine, la Corée du Sud, l'Australie, la Nouvelle-Zélande et l'Inde.

## Conception
Le Chikyū a été construit par le Mitsui Engineering & Shipbuilding et lancé le 18 janvier 2002 à Nagasaki. Le navire a été équipé par la Mitsubishi Heavy Industries et livré au JAMSTEC le 29 janvier 2005.
La navire mesure 210 mètres de longueur, 38 mètres de large, 16,2 mètres de haut pour un tonnage d’approximativement 57 000 tonnes et une vitesse maximum de 12 nœuds. Le derrick est 121 mètres au dessus du niveau de la mer et la grue principale a une capacité de 1 000 tonnes. Il a un équipage de 150 hommes, divisé en 50 scientifiques et 100 opérateurs.
Une des innovations clés du navire est un système GPS couplé à six moteurs azimutaux de 3,8 mètres de diamètre qui permettent un positionnement précis afin de maintenir le navire durant le forage.

## Histoire
Le navire a été endommagé par le séisme de 2011 de la côte Pacifique du Tōhoku. Le navire était ancré à 300 mètres de la côte de Hachinohe, mais son ancre fut rompue par le tsunami. La navire dériva et heurta le quai du port d'Hachinohe. Un des six moteurs azimutaux fut endommagé et la coque du navire subit un trou de 1,5 mètre. Les enfants de l'école élémentaire qui le visitaient durent passer une nuit à bord et furent récupérés par les hélicoptères des Forces japonaises d'autodéfense. Le navire a été réparé aux docks de Shingū et a repris du service en juin 2011.
Lors de sa quatrième campagne dans la fosse de Nankai, le Chikyū fore a une profondeur de 3 250 mètres, ce qui est un nouveau record historique pour un forage scientifique. Néanmoins, cette distance est loin du but de l'expédition qui était de 5 200 mètres c'est-à-dire la zone de subduction des plaques eurasienne et américaine, mais le forage a rencontré beaucoup de difficulté avec un puits qui s’effondrait sur lui-même.

## Culture populaire

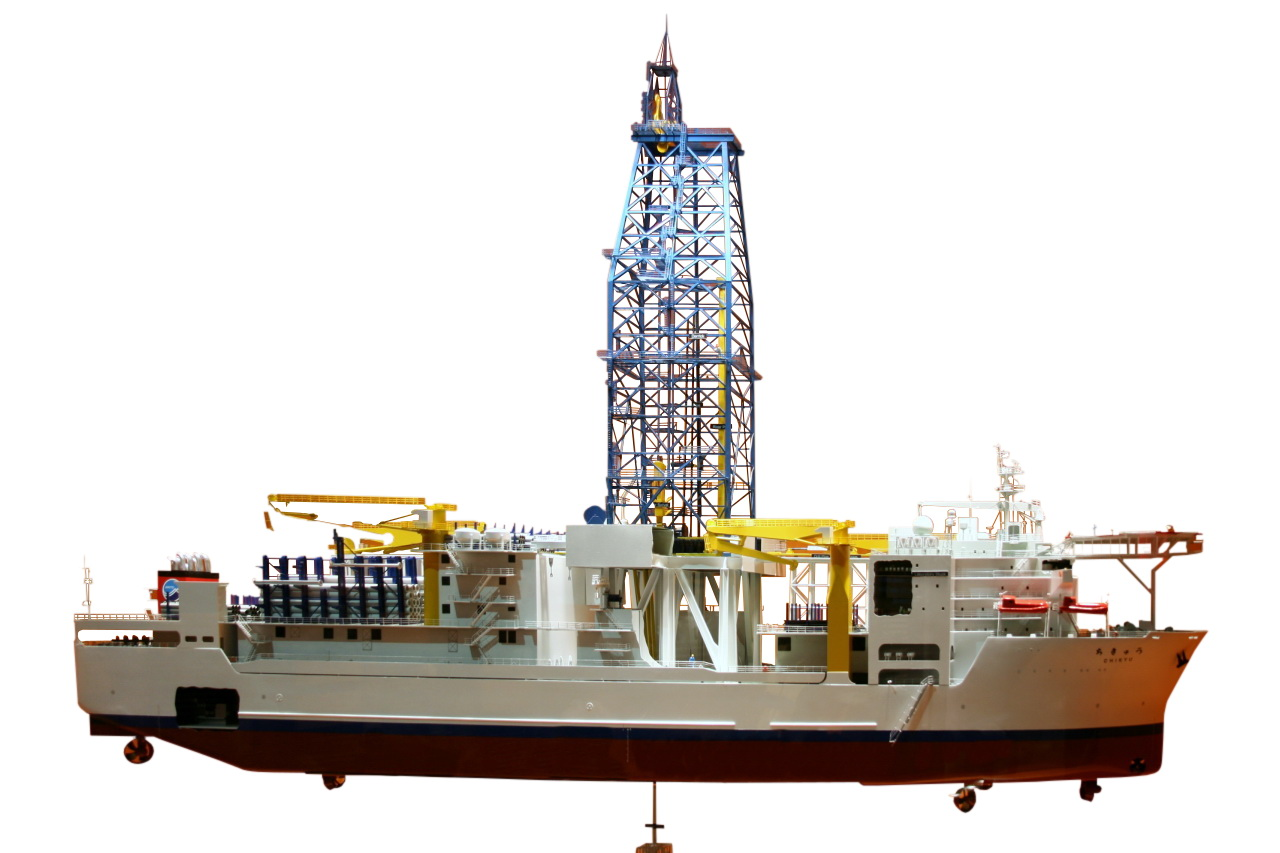
Maquette du Chikyū au 1:100 Musée national d'histoire naturelle du Smithsonian

Le Chikyū apparait dans le film Sinking of Japan.